# Бурлуцький заказник
Бурлу́цький зака́зник — загальнозоологічний заказник загальнодержавного значення в Україні. Розташований між смт Великий Бурлук і селом Катеринівка Великобурлуцького району Харківської області.
Площа 326 га, створений 1977 р (охороняється з 1951 р.).
До складу заказника входять два відокремлені урочища — Копанки і Петриково, які являють собою розгалужені яружно-балкові системи зі степовою та чагарниковою рослинністю. Тут трапляються занесені до Зеленої книги України формації ковили волосистої та мигдалю низького, а також рідкісні види рослин: сон чорніючий (Червона книга України), горицвіт весняний, барвінок трав'янистий, гоніолімон татарський, ломиніс цілолистий, льон жовтий та інші види з Червоного списку Харківщини.
Охороняється значна популяція реліктового звіра — бабака (бл. 7 тис.).
На заповідній території також збереглася низка рідкісних і зникаючих видів степового фауністичного комплексу, занесених до Червоної книги України,— тушканчик великий, тхір степовий, перегузня звичайна, борсук, лунь польовий, мишівка степова, видра річкова, горностай, журавель сірий, боривітер степовий, сорокопуд сірий, гадюка степова; до Європейського Червоного списку - вовк, сліпак звичайний, деркач), та регіонально рідкісні бабак, бугай, бугайчик, лелека білий, куріпка сіра, лунь лучний, шуліка чорний, боривітер звичайний, рибалочка, жайворонок степовий, черепаха болотяна.
Ентомофауна заказника представлена степовими, лучними, лісовими (в байрачних лісах) та болотними угрупованнями. На цілинних степових ділянках зустрічаються рідкісні види комах, занесені до Червоної книги України: дибка степова, мелітурга булавовуса, сколія степова, рофітоїдес сірий, вусач-коренеїд хрестоносець, махаон).
Заказник має науково-освітнє та природоохоронне значення.
Входить до складу Регіонального ландшафтного парку «Великобурлуцький степ».